# Marcel Hacker
Marcel Hacker (ur. 29 kwietnia 1977 w Magdeburgu) – niemiecki wioślarz, brązowy medalista w wioślarskiej jedynce podczas Letnich Igrzysk Olimpijskich w Sydney.

## Osiągnięcia
| Rok  | Impreza                     | Miejsce             | Konkurencja      | Lokata     |
| ---- | --------------------------- | ------------------- | ---------------- | ---------- |
| 1994 | Mistrzostwa świata juniorów | Monachium           | jedynka          | 1. miejsce |
| 1995 | Mistrzostwa świata juniorów | Poznań              | jedynka          | 1. miejsce |
| 1997 | Mistrzostwa świata          | Aiguebelette-le-Lac | czwórka podwójna | 2. miejsce |
| 1998 | Mistrzostwa świata          | Kolonia             | czwórka podwójna | 2. miejsce |
| 2000 | Igrzyska olimpijskie        | Sydney              | jedynka          | 3. miejsce |
| 2002 | Mistrzostwa świata          | Sewilla             | jedynka          | 1. miejsce |
| 2003 | Mistrzostwa świata          | Mediolan            | jedynka          | 2. miejsce |
| 2004 | Igrzyska olimpijskie        | Ateny               | jedynka          | 7. miejsce |
| 2005 | Mistrzostwa świata          | Gifu                | jedynka          | 6. miejsce |
| 2006 | Mistrzostwa świata          | Eton                | jedynka          | 2. miejsce |
| 2007 | Mistrzostwa świata          | Monachium           | jedynka          | 5. miejsce |
| 2008 | Igrzyska olimpijskie        | Pekin               | jedynka          | 7. miejsce |
| 2009 | Mistrzostwa świata          | Poznań              | czwórka podwójna | 3. miejsce |
| 2013 | Mistrzostwa Europy          | Sewilla             | jedynka          | 2. miejsce |
| 2013 | Mistrzostwa świata          | Chungju             | jedynka          | 3. miejsce |
| 2014 | Mistrzostwa Europy          | Belgrad             | jedynka          | 2. miejsce |
| 2014 | Mistrzostwa świata          | Amsterdam           | jedynka          | 5. miejsce |
| 2015 | Mistrzostwa Europy          | Poznań              | dwójka podwójna  | 1. miejsce |
| 2015 | Mistrzostwa świata          | Aiguebelette-le-Lac | dwójka podwójna  | 4. miejsce |
| 2016 | Mistrzostwa Europy          | Brandenburg         | dwójka podwójna  | 2. miejsce |
| 2016 | Igrzyska olimpijskie        | Rio de Janeiro      | dwójka podwójna  | 8. miejsce |